# Paris Masters 2022 - Qualificazioni singolare
Le qualificazioni del singolare del Paris Masters 2022 sono state un torneo di tennis preliminare per accedere alla fase finale della manifestazione. I vincitori dell'ultimo turno sono entrati di diritto nel tabellone principale. In caso di ritiro di uno o più giocatori aventi diritto a questi sono subentrati i lucky loser, ossia i giocatori che hanno perso nell'ultimo turno ma che avevano una classifica più alta rispetto agli altri partecipanti che avevano comunque perso nel turno finale.

## Teste di serie
1. Emil Ruusuvuori (primo turno)
2. Lorenzo Sonego (qualificato)
3. David Goffin (primo turno)
4. Oscar Otte (qualificato)
5. Pedro Cachín (primo turno)
6. Jaume Munar (primo turno)
7. Marcos Giron (primo turno)

1. Fabio Fognini (ultimo turno, lucky loser)
2. Pedro Martínez (primo turno)
3. Marc-Andrea Hüsler (qualificato)
4. Corentin Moutet (qualificato)
5. Mackenzie McDonald (primo turno)
6. Thiago Monteiro (ultimo turno)
7. Constant Lestienne (primo turno, ritirato)

## Qualificati
1. Corentin Moutet
2. Lorenzo Sonego
3. Marc-Andrea Hüsler

1. Oscar Otte
2. Quentin Halys
3. Arthur Fils
4. Mikael Ymer

### Lucky loser
1. Fabio Fognini

## Tabellone

### Sezione 1
|  | Primo turno | Primo turno          | Primo turno     | Primo turno | Primo turno |  |  | Ultimo turno | Ultimo turno         | Ultimo turno | Ultimo turno | Ultimo turno |  |
|  |             |                      |                 |             |             |  |  |              |                      |              |              |              |  |
|  | 1           | Emil Ruusuvuori      | 6               | 3           | 2           |  |  |              |                      |              |              |              |  |
|  | WC          | Geoffrey Blancaneaux | 3               | 6           | 6           |  |  | WC           | Geoffrey Blancaneaux | 2            | 6            | 4            |  |
|  | WC          | Ugo Humbert          | Ugo Humbert     | 3           | 4           |  |  | 11           | Corentin Moutet      | 6            | 3            | 6            |  |
|  | 11          | Corentin Moutet      | Corentin Moutet | 6           | 6           |  |  |              |                      |              |              |              |  |

### Sezione 2
|  | Primo turno | Primo turno        | Primo turno    | Primo turno | Primo turno |  |  | Ultimo turno | Ultimo turno      | Ultimo turno | Ultimo turno | Ultimo turno |  |
|  |             |                    |                |             |             |  |  |              |                   |              |              |              |  |
|  | 2           | Lorenzo Sonego     | Lorenzo Sonego | 6           | 7           |  |  |              |                   |              |              |              |  |
|  |             | João Sousa         | João Sousa     | 4           | 69          |  |  | 2            | Lorenzo Sonego    | 3            | 6            | 7            |  |
|  |             | Tallon Griekspoor  | 6              | 3           | 7           |  |  |              | Tallon Griekspoor | 6            | 4            | 63           |  |
|  | 12/Alt      | Mackenzie McDonald | 3              | 6           | 64          |  |  |              |                   |              |              |              |  |

### Sezione 3
|  | Primo turno | Primo turno        | Primo turno  | Primo turno | Primo turno |  |  | Ultimo turno | Ultimo turno       | Ultimo turno       | Ultimo turno | Ultimo turno |  |
|  |             |                    |              |             |             |  |  |              |                    |                    |              |              |  |
|  | 3           | David Goffin       | David Goffin | 3           | 6(1)        |  |  |              |                    |                    |              |              |  |
|  |             | Laslo Đere         | Laslo Đere   | 6           | 7           |  |  |              | Laslo Đere         | Laslo Đere         | 65           | 5            |  |
|  |             | Hugo Gaston        | 3            | 6           | 65          |  |  | 10           | Marc-Andrea Hüsler | Marc-Andrea Hüsler | 7            | 7            |  |
|  | 10          | Marc-Andrea Hüsler | 6            | 3           | 7           |  |  |              |                    |                    |              |              |  |

### Sezione 4
|  | Primo turno | Primo turno             | Primo turno  | Primo turno | Primo turno |  |  | Ultimo turno | Ultimo turno            | Ultimo turno            | Ultimo turno | Ultimo turno |  |
|  |             |                         |              |             |             |  |  |              |                         |                         |              |              |  |
|  | 4           | Oscar Otte              | Oscar Otte   | 6           | 6           |  |  |              |                         |                         |              |              |  |
|  |             | Il'ja Ivaška            | Il'ja Ivaška | 2           | 2           |  |  | 4            | Oscar Otte              | Oscar Otte              | 6            | 6            |  |
|  |             | Bernabé Zapata Miralles | 6            | 4           | 6           |  |  |              | Bernabé Zapata Miralles | Bernabé Zapata Miralles | 4            | 1            |  |
|  | 9           | Pedro Martínez          | 0            | 6           | 0           |  |  |              |                         |                         |              |              |  |

### Sezione 5
|  | Primo turno | Primo turno     | Primo turno   | Primo turno | Primo turno |  |  | Ultimo turno | Ultimo turno    | Ultimo turno    | Ultimo turno | Ultimo turno |  |
|  |             |                 |               |             |             |  |  |              |                 |                 |              |              |  |
|  | 5           | Pedro Cachín    | Pedro Cachín  | 67          | 3           |  |  |              |                 |                 |              |              |  |
|  |             | Quentin Halys   | Quentin Halys | 7           | 6           |  |  |              | Quentin Halys   | Quentin Halys   | 6            | 7            |  |
|  | WC          | Hugo Grenier    | 6             | 2           | 6(1)        |  |  | 13           | Thiago Monteiro | Thiago Monteiro | 3            | 5            |  |
|  | 13          | Thiago Monteiro | 4             | 6           | 7           |  |  |              |                 |                 |              |              |  |

### Sezione 6
|  | Primo turno | Primo turno        | Primo turno        | Primo turno | Primo turno |  |  | Ultimo turno | Ultimo turno  | Ultimo turno | Ultimo turno | Ultimo turno |  |
|  |             |                    |                    |             |             |  |  |              |               |              |              |              |  |
|  | 6           | Jaume Munar        | Jaume Munar        | 3           | 3           |  |  |              |               |              |              |              |  |
|  | WC          | Arthur Fils        | Arthur Fils        | 6           | 6           |  |  | WC           | Arthur Fils   | 6            | 3            | 6            |  |
|  |             | Daniel Elahi Galán | Daniel Elahi Galán | 3           | 6           |  |  | 8            | Fabio Fognini | 3            | 6            | 4            |  |
|  | 8           | Fabio Fognini      | Fabio Fognini      | 6           | 7           |  |  |              |               |              |              |              |  |

### Sezione 7
|  | Primo turno | Primo turno        | Primo turno  | Primo turno | Primo turno |  |  | Ultimo turno | Ultimo turno | Ultimo turno | Ultimo turno | Ultimo turno |  |
|  |             |                    |              |             |             |  |  |              |              |              |              |              |  |
|  | 7           | Marcos Giron       | Marcos Giron | 5           | 3           |  |  |              |              |              |              |              |  |
|  |             | Jiří Lehečka       | Jiří Lehečka | 7           | 6           |  |  |              | Jiří Lehečka | Jiří Lehečka | 6            | 2            |  |
|  | Alt         | Mikael Ymer        | 4            | 4           |             |  |  | Alt          | Mikael Ymer  | Mikael Ymer  | 7            | 6            |  |
|  | 14          | Constant Lestienne | 6            | 2           | r           |  |  |              |              |              |              |              |  |